# ボーイズ・フォー・ペレイ 〜炎の女神〜
『ボーイズ・フォー・ペレイ 〜炎の女神〜』(原題 : Boys for Pele)は1996年に発売された米国のシンガーソングライター、トーリ・エイモスの3rdアルバム。
英米で発売されてヒットを記録した先行シングル「コート・ア・ライト・スニーズ(Caught A Lite Sneeze)」と後にシングルカットされた「タルーラ(Talula)」、「プロフェッショナル・ウィドウ(Professional Widow)」、「ヘイ・ジュピター(Hey Jupiter)」、「イン・ザ・スプリングタイム・オブ・ヒズ・ヴードゥー(In The Springtime of His Voodoo)を収録。

## 収録曲
作詞・作曲 / トーリ・エイモス
1. ビューティー・クイーン / ホーシス(Beauty Queen / Horses)(6:07)
2. ブラッド・ローゼズ(Blood Roses)(3:56)
3. ファーザー・ルシファー(3:43)
4. プロフェッショナル・ウィドウ(Professional Widow)(4:31)
5. ミスター・ゼブラ(Mr. Zebra)(1:07)
6. マリアンヌ(Marianne)(4:07)
7. コート・ア・ライト・スニーズ(Caught a Lite Sneeze)(4:24)
8. ムハマッド・マイ・フレンド(Muhammad My Friend)(3:48)
9. ヘイ・ジュピター(Hey Jupiter)(5:07)
10. ウェイ・ダウン(Way Down)(1:13)
11. リトル・アムステルダム(Little Amsterdam)(4:29)
12. タルーラ(Talula)(4:08)
13. ノット・ザ・レッド・バロン(Not the Red Baron)(3:49)
14. エイジェント・オレンジ(Agent Orange)(1:26)
15. ドーナッツ・ソング(Doughnut Song)(4:19)
16. イン・ザ・スプリングタイム・オブ・ヒズ・ヴードゥー(In The Springtime of His Voodoo)(5:32)
17. プッティング・ザ・ダメージ・オン(Putting the Damage On)(5:08)
18. トゥインクル(Twinkle)(3:12)
19. トゥードゥルズ・ミスター・ジム(Toodles Mr. Jim)(3:09) *日本盤のみボーナス・トラック